# 후틴 SC
후틴 SC(아랍어: نادي حطين الرياضي)는 라타키아를 연고로 하는 시리아의 축구단이다. 현재 시리아 프리미어리그에 참가하고 있다.

## 우승
- 시리아컵: 2001

## 선수 명단

### 현역
참고: FIFA 자격 규정에 따라 소속된 국가대표팀 국기를 표시합니다. 선수는 복수의 FIFA 비회원국 국적을 가지고 있을 수 있습니다.
| 번호 | 포지션 | 국적   | 이름              |
| ---- | ------ | ------ | ----------------- |
| 5    | MF     | 이집트 | 제이콥 테오도루스 |

| 번호 | 포지션 | 국적   | 이름          |
| ---- | ------ | ------ | ------------- |
| 99   | FW     | 레바논 | 살리바 구리예 |